# Bascuñana
Bascuñana ist ein Ort und eine Gemeinde (municipio) mit 18 Einwohnern (Stand: 2024) im Osten der spanischen Provinz Burgos in der Autonomen Gemeinschaft Kastilien-León. Zur Gemeinde gehört neben dem Hauptort Bascuñana auch die Exklave San Pedro del Monte. Die Gemeinde gehört zur bevölkerungsarmen Region der Serranía Celtibérica.

## Lage und Klima
Der Ort Bascuñana liegt am Río Cerratón am Fuß der Montes de Ayago etwa 75 km (Fahrtstrecke) ostnordöstlich von Burgos in einer Höhe von ca. 800 m. Das Klima ist gemäßigt bis warm; Regen (ca. 791 mm/Jahr) fällt hauptsächlich im Winterhalbjahr.

## Bevölkerungsentwicklung
| Jahr      | 1970 | 1981 | 1991 | 2001 | 2011 | 2021 |
| Einwohner | 199  | 103  | 89   | 68   | 41   | 21   |

## Sehenswürdigkeiten
- Marienkirche (Iglesia de Santa Maria la Mayor) in Bascuñana
- Petruskirche (Iglesia de San Pedro Apóstol) in San Pedro del Monte